# Husgärdsmyg
Husgärdsmyg (Troglodytes aedon) är en fågel i familjen gärdsmygar inom ordningen tättingar. Den är mycket vida spridd i hela Nord- och Sydamerika. 

## Utseende och läte
Husgärdsmyg är en liten (11–13 cm) och kompakt tätting, med platt huvud, rätt lång och böjd näbb och korta vingar. Den långa stjärten håller den antingen rest eller något sänkt i förhållande till kroppen. Fjäderdräkten är dämpat brun med mörkare tvärbandning på vingar och stjärt. Det ljusa ögonbrynsstrecket som är karakteristiskt för många gärdsmygsarter är hos husgärdsmygen ovanligt svagt. 
Färgsättningen varierar geografiskt över det vida utbredningsområdet. I sydvästligaste USA och Mexiko är husgärdsmygen av underarten brunneicollis ("Brown-throated Wren") kanelbeige på strupen och bröstet, med ett tydligt beigefärgat ögonbrynsstreck.
Sången består av en utdragen bubblande serie med både melodiska drillar och mer skallrande ljud. Lätena är varierande, från hårda grälande toner till ljusare och mer nasala. Även torra "chek" kan höras.

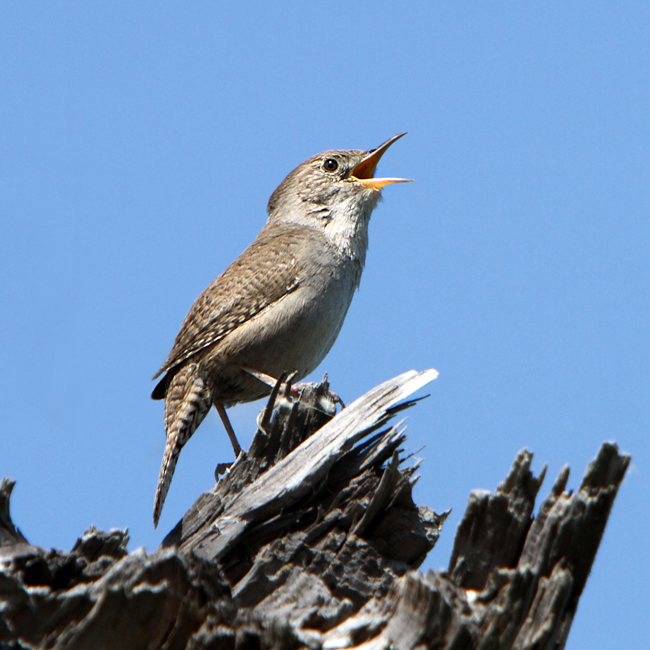

## Utbredning och systematik
Husgärdsmygen är en mycket vida spridd art i USA, Kanada och Mexiko. IOC urskiljer fyra underarter med följande utbredning:
- Troglodytes aedon parkmanii – sydvästra och sydcentrala Kanada, centrala och västra USA och norra Baja California
- Troglodytes aedon aedon – sydöstra Kanada och östra USA
- Troglodytes aedon cahooni – bergen i sydöstra Arizona till den centrala mexikanska platån (Nayarit och Zacatecas)
- Troglodytes aedon brunneicollis – centrala och södra Mexiko (Jalisco till Coahuila, centrala Nuevo Léon)

Tidigare inkluderades saintvincentgärdsmyg, saintluciagärdsmyg, grenadagärdsmyg, cozumelgärdsmyg, kalinagogärdsmyg och musgärdsmyg i arten. Dessa urskildes 2024 som egna arter av IOC och NACC.

## Levnadssätt
Husgärdsmygen bebor öppen skog och skogsbryn. Som namnet avslöjar ses den också ofta i människans närhet i jordbruksbygd, stadsparker och trädgårdar. Där hoppar den runt på låga grenar och i tät vegetation på jakt efter insekter. Vintertid är den mer tillbakadragen och håller sig ofta gömd i häckar, snår och buskage. 

### Häckning
Husgärdsmygen häckar ursprungligen i trädhål, men nyttjar gärna  holkar och kan också bygga sina bon i andra håligheter, till och med inne i bostadshus. Trots sin litenhet kan den vara mycket aggressiv i konkurrensen om boplatser. Den kan då släpa ut ägg och ungar, ibland till och med döda adulta fåglar. I vissa områden är husgärdsmygen den huvudsakliga orsaken till misslyckade häckningar för trädsvala, sialior, mesar och gyllenskogssångare.

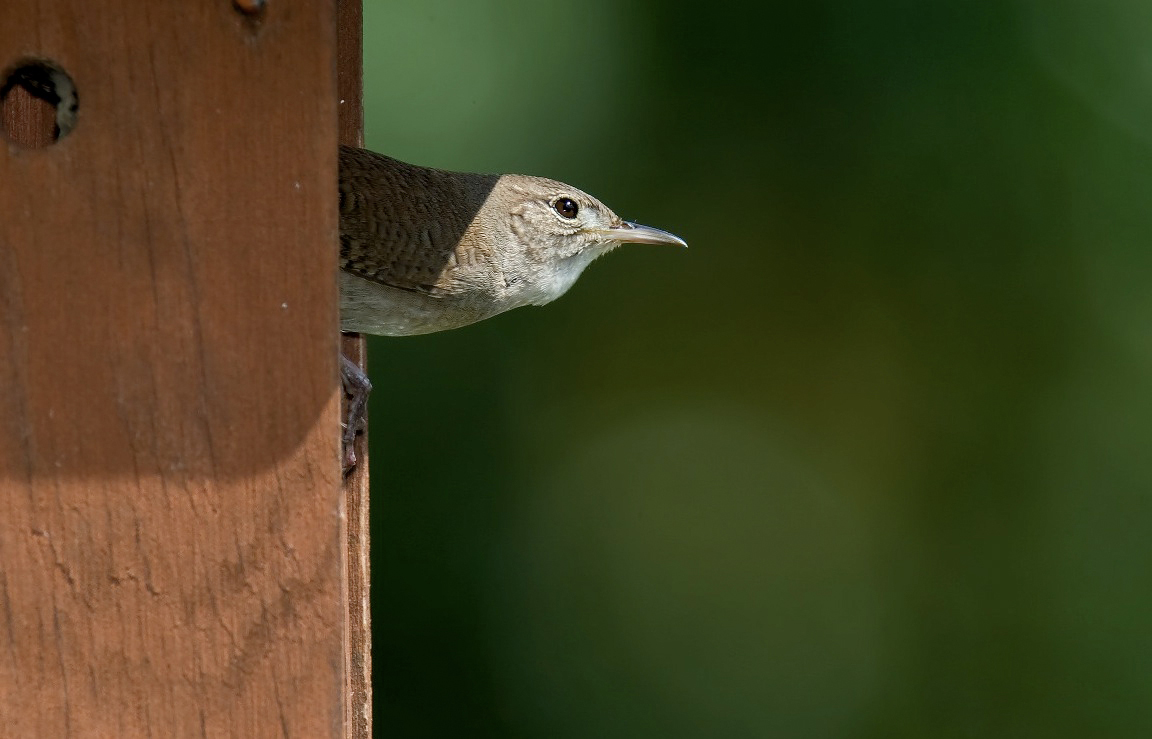
Husgärdsmyg som tittar ut från en holk.

## Status
IUCN kategoriserar arten som livskraftig, men inkluderar saintvincentgärdsmyg, saintluciagärdsmyg, grenadagärdsmyg, kalinagogärdsmyg och musgärdsmyg i bedömningen.